# Elecciones municipales complementarias de Perú de 2021
Las elecciones municipales complementarias de Perú de 2021 (abreviatura: EMC 2021, alternativamente: elecciones municipales complementarias de Chipao de 2021) se llevaron a cabo el domingo 10 de octubre de 2021 en el distrito de Chipao, provincia de Lucanas, departamento de Ayacucho, eligiendo autoridades para el periodo 2021-2022.
Fueron convocadas inicialmente por el presidente Martín Vizcarra mediante Decreto Supremo Nº 171-2019-PCM (19 de octubre de 2019), a causa de la anulación del proceso electoral en dicho distrito en las elecciones complementarias de 2019, para el domingo 29 de marzo de 2020. No obstante, el desarrollo de estos comicios fueron suspendidos a causa del estado de emergencia declarado el 15 de marzo de 2020 por la pandemia de COVID-19 en el país.
Al año siguiente, el Jurado Nacional de Elecciones solicitó al gobierno reiniciar el proceso electoral suspendido. En consecuencia, las elecciones fueron convocadas nuevamente por el presidente Francisco Sagasti mediante Decreto Supremo Nº 082-2021-PCM (22 de abril de 2021).

## Sistema electoral

### Fondo
En el ordenamiento político peruano, las elecciones subnacionales se convocan cada cuatro años para renovar a las autoridades regionales y municipales en todo el país. De acuerdo con la Ley de Elecciones Municipales (Ley N° 26864), existen dos escenarios para declarar la nulidad de elecciones: (1) si la inasistencia de más del 50% de los votantes al acto electoral; y (2) si los votos nulos o en banco, sumados o separadamente superan los dos tercios del número de votos válidos. En caso se cumpliese alguna de esas causales, corresponde la anulación de las elecciones municipales ordinarias y la convocatoria a elecciones municipales complementarias.
Tras el proceso electoral subnacional de 2018, se convocaron elecciones municipales complementarias al año siguiente en doce distritos de la República. Sin embargo, tras el desarrollo de los comicios, el Jurado Nacional de Elecciones declaró mediante Resolución Nº 0123-2019-JNE (26 de agosto de 2019) la nulidad de los comicios en el distrito de Chipao, provincia de Lucanas, departamento de Ayacucho, a causa de la inasistencia de más de la mitad de los votantes registrados en esta circunscripción.

### Elecciones municipales
Las municipalidades distritales constituyen el órgano administrativo y de gobierno de los distritos del Perú. Están compuestas por el alcalde y el concejo municipal distrital.
La votación se realiza en base al sufragio universal, que comprende a todos los ciudadanos nacionales mayores de dieciocho años, empadronados y residentes en el distrito y en pleno goce de sus derechos políticos, así como a los ciudadanos no nacionales residentes y empadronados en el distrito. No hay reelección inmediata de alcaldes.
Los concejos municipales están compuestos por entre 5 y 15 regidores elegidos por sufragio directo para un período de cuatro (4) años, en forma conjunta con la elección del alcalde (quien preside el concejo). La votación es por lista cerrada y bloqueada. Se asigna a la lista ganadora los escaños según el método d'Hondt o la mitad más uno, lo que más le favorezca.

## Calendario
Las fechas clave se enumeran a continuación:
- 2019:
  - 20 de octubre: Convocatoria a elecciones municipales complementarias.
  - 20 de octubre: Cierre del padrón electoral.
  - 28 de octubre: Remisión de lista de padrón inicial al Jurado Nacional de Elecciones.
  - 1–5 de noviembre: Publicación de lista de padrón inicial.
  - 15 de noviembre: Fecha límite para desarrollar elecciones internas.
  - 18 de noviembre: Remisión del padrón electoral al Jurado Nacional de Elecciones.
  - 28 de noviembre: Aprobación del padrón electoral.
  - 10 de diciembre: Fecha límite para la presentación de listas de candidatos ante el Jurado Electoral Especial.
- 2020:
  - 19 de enero: Sorteo de miembros de mesa.
  - 29 de enero: Fecha límite para renuncias y retiro de listas de candidatos.
  - 28 de febrero: Fecha límite para excluir candidatos.
  - 29 de marzo: Elecciones municipales complementarias
- 2021:
  - 10 de octubre: Elecciones municipales complementarias

## Partidos y candidatos
A continuación se muestra una lista de los principales partidos y alianzas electorales que participaron en las elecciones:
| Candidatura | Candidatura | Partidos y alianzas                        | Candidato | Candidato           | Ideología               | Resultado previo |
| Candidatura | Candidatura | Partidos y alianzas                        | Candidato | Candidato           | Ideología               | Votos (%)        |
| ----------- | ----------- | ------------------------------------------ | --------- | ------------------- | ----------------------- | ---------------- |
|             |             | Lista - Desarrollo Integral Ayacucho (DIA) |           | Yonny Meza Chirinos | Regionalismo ayacuchano | 32.05 %          |

## Resultados por distrito

### Distrito de Chipao

#### Resultado
| Partidos y coaliciones | Partidos y coaliciones             | Voto popular | Voto popular | Voto popular | Regidores | Regidores |
| Partidos y coaliciones | Partidos y coaliciones             | Votos        | %            | +/−          | Total     | +/−       |
| ---------------------- | ---------------------------------- | ------------ | ------------ | ------------ | --------- | --------- |
|                        | Desarrollo Integral Ayacucho (DIA) | 758          | 100.00       | +67.95       | 5         | +5        |
|                        |                                    |              |              |              |           |           |
| Total                  | Total                              | 758          |              |              | 5         | ±0        |
|                        |                                    |              |              |              |           |           |
| Votos válidos          | Votos válidos                      | 758          | 79.04        | +48.37       |           |           |
| Votos en blanco        | Votos en blanco                    | 91           | 9.49         | +5.11        |           |           |
| Votos nulos            | Votos nulos                        | 110          | 11.47        | –53.47       |           |           |
| Votos emitidos         | Votos emitidos                     | 959          | 50.10        | –35.03       |           |           |
| Abstenciones           | Abstenciones                       | 955          | 49.90        | +35.03       |           |           |
| Votantes registrados   | Votantes registrados               | 1,914        |              |              |           |           |
|                        |                                    |              |              |              |           |           |
| Fuente:                |                                    |              |              |              |           |           |

#### Concejo Distrital de Chipao
| Cargo                        | Autoridad electa          | Partido político | Partido político             |
| ---------------------------- | ------------------------- | ---------------- | ---------------------------- |
| Alcalde Distrital de Chipao  | Yonny Meza Chirinos       |                  | Desarrollo Integral Ayacucho |
| Regidor Distrital de Chipao  | Carlos Palomino Mallma    |                  | Desarrollo Integral Ayacucho |
| Regidor Distrital de Chipao  | Paulino Ccoñes Basilio    |                  | Desarrollo Integral Ayacucho |
| Regidora Distrital de Chipao | Agustina Ccasani Palomino |                  | Desarrollo Integral Ayacucho |
| Regidor Distrital de Chipao  | Francisco Jorge Riveros   |                  | Desarrollo Integral Ayacucho |
| Regidora Distrital de Chipao | Analí Gutiérrez Pusari    |                  | Desarrollo Integral Ayacucho |